# Sätthake

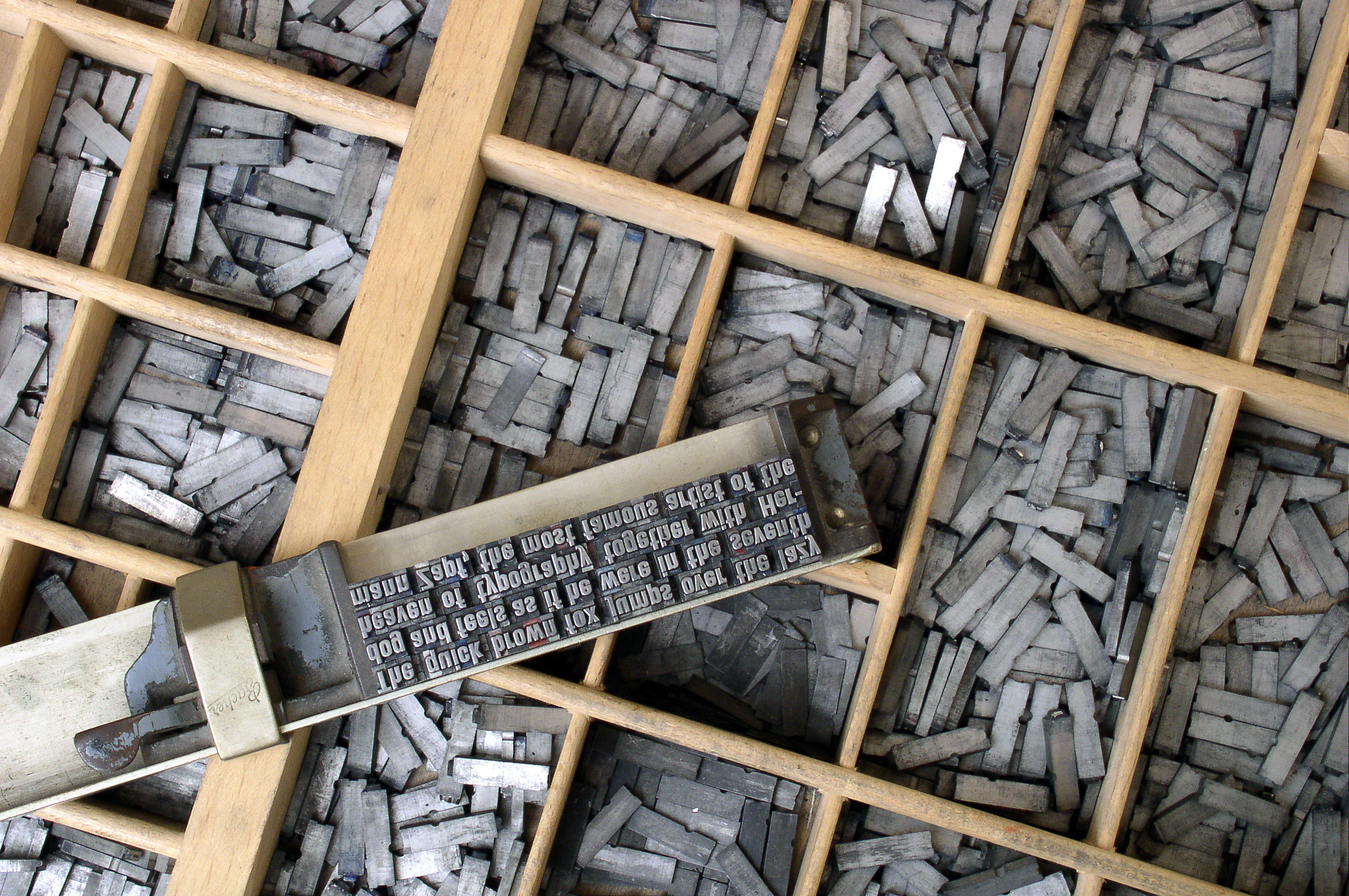
På bilden visas en sätthake, i vilken metalltyperna förr sattes för hand och sedan överfördes till sättskeppet där den slutliga sidan tog sin form, samt den kast i vilken metalltyperna finns ordnade.

Sätthake eller vinkelhake är det verktyg som förr användes vid handsättning av metalltyper. Metalltyperna ordnades först i sätthaken av sättaren och, då sätthaken var full, överfördes textblocket (handsatsen) till sättskeppet.